# سد لوس مولینس
سد لوس مولینس (به اسپانیایی: Dique Los Molinos) یک سد و نیروگاه برقابی در آرژانتین است که در Santa María Department واقع شده‌است.